# Dominique d'Esmé
Dominique d'Esmé, née le 26 décembre 1945 à Rennes, est une cavalière française de dressage.

## Palmarès
- Championnat de France : vainqueur en 1974, 1975, 1976 (avec Reims), 1977 (avec Sans Atout) 1979, 1982, 1983, 1984, 1985, 1987 (avec Fresh Wind), 1990 (reprise libre en musique (RLM) avec Thor), 1991 (RLM avec Thor), 1992(avec Arnoldo Thor, RLM avec Thor), 1994 (RLM avec Arnoldo*Thor)
- Médaille de bronze par équipe en 1979 au Championnat d’Europe à Aarthus, avec Carioca II
- Médaille de bronze par équipe en 1995 au Championnat d'Europe à Mondorf (Arnoldo*Thor)
- Quatrième place par équipe aux Jeux olympiques d'Atlanta (Arnoldo*Thor)
- Coupe de France de dressage 2005 (Roi de Cœur*GFD)
- Vainqueur par équipe de la Coupe des Nations du CDIO** à Saumur en 2004 (Roi de Cœur*GFD)

## Partenaires
- Arnoldo*Thor, Ultimate*Thor, Prince Balou*Thor, Be Happy*Thor
- Roi de Cœur*GFD

## Distinctions
- Chevalier de l'ordre national du Mérite
- Chevalier de l'ordre du Mérite agricole
- Médaille de la jeunesse, des sports et de l'engagement associatif, bronze